# Georg Conrad Kißling

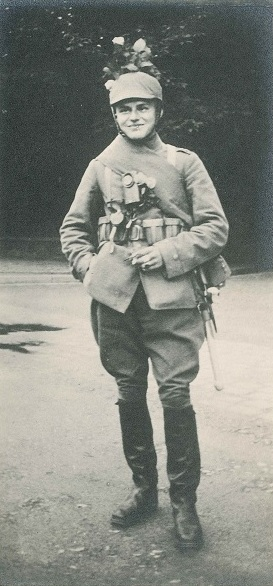
Georg Conrad Kißling am 2. Januar 1914

Georg Conrad Kißling (* 20. Juli 1893 in Breslau; † 22. Juli 1944 in Berlin) war ein deutscher Brauereibesitzer und Reserveoffizier, der am Attentat vom 20. Juli 1944 beteiligt war.

## Leben
Die Brauerei des Schlesiers Kißling hatte ihren Ursprung in den 1830er Jahren. Käsehandel hatte seinen Vorfahren Conrad Kißling, einen Kaufmann aus Bayern, zu „einem reichen Mann“ gemacht. Als Großgrundbesitzer saß er auf dem Bolkohof bei Breslau. Er war Major der Reserve und diente im Zweiten Weltkrieg als landwirtschaftlicher Berater beim Oberkommando des Heeres. Claus Schenk Graf von Stauffenberg konnte Kißling als Verbindungsoffizier der Widerstandsgruppe für den Wehrkreis XXI (Posen) gewinnen. Einen Tag nach dem gescheiterten Attentat auf Adolf Hitler wurde Kißling verhaftet. Tags darauf setzte er seinem Leben ein Ende, mit der Dienstpistole seines Adjutanten. An anderer Stelle wird berichtet, er sei am 22. Juli 1944 hingerichtet worden. Er hinterließ seine Frau Alice geb. Freiin von Printz (* 11. November 1896; † 20. Oktober 1978), eine Tochter und zwei Söhne. Seine Mutter war Johanna Kissling (geb. Huber) und sein Bruder der Diplomat und Fotograf Werner Kissling. 

## Veröffentlichungen

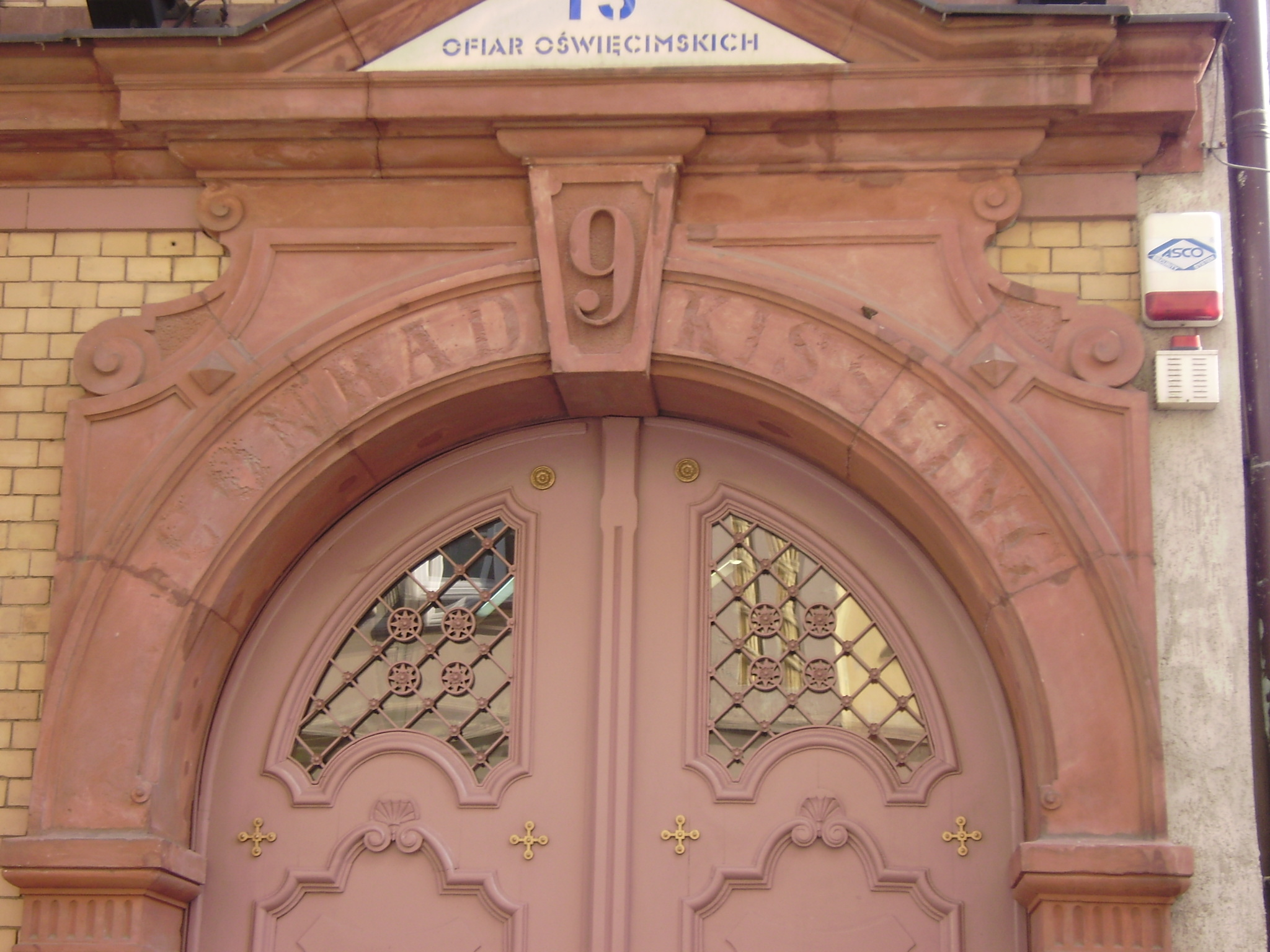
Ehemaliges Restaurant Kissling

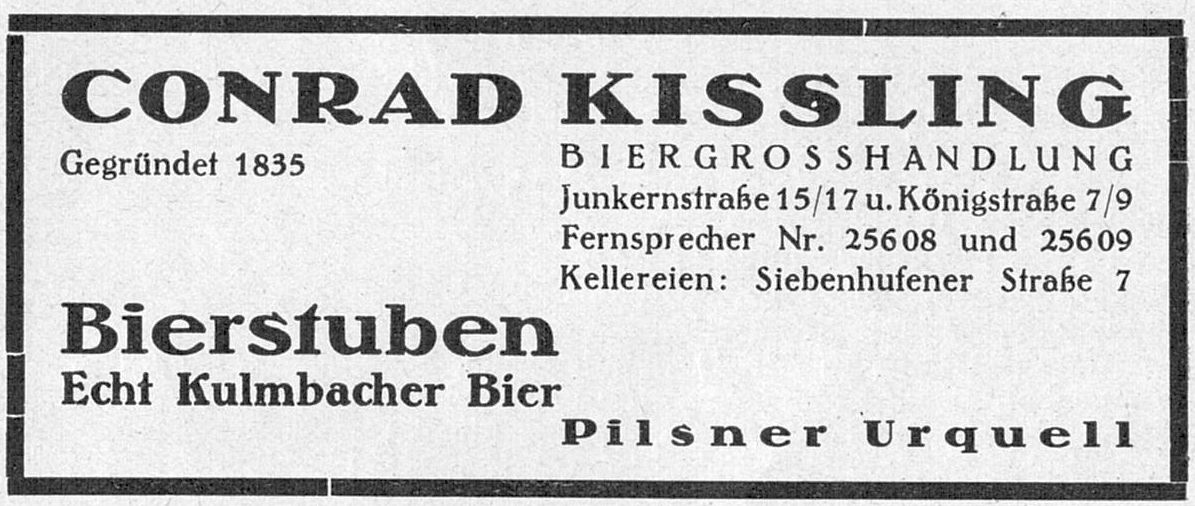
Werbung für die Bierstuben und Biergroßhandlung Conrad Kissling (1929)

- Familien- und Firmengeschichte der Firma Conrad Kißling, Breslau, 1935
- Hundert Jahre Conrad Kissling [Bierhandlung], 1835–1935, Breslau, 1935